# Sahle-Work Zewde
Sahle-Work Zewde (Amhaars: ሳህለወርቅ ዘውዴ, Addis Abeba 21 februari 1950) is een Ethiopisch voormalig diplomaat en de voormalige president van Ethiopië, de eerste vrouw die deze positie bekleedde. Zij is het eerste vrouwelijke staatshoofd van Ethiopië sinds keizerin Zauditu over het Keizerrijk Ethiopië regeerde in de periode 1916–1930. Sahle-Work werd op 25 oktober 2018 door de leden van de Federale Parlementaire Vergadering unaniem tot president gekozen. Na een onenigheid met de Ethiopische premier moest zij in 2024 ontslag nemen.

## Jeugd en opleiding
De vader van Sahle-Work was officier in het leger van Haile Selassie. Op zeventienjarige leeftijd ging zij naar Frankrijk om natuurwetenschappen te studeren aan de Universiteit van Montpellier. Ze spreekt Amhaars, Frans en Engels.

## Loopbaan

### Diplomatieke loopbaan
Als diplomaat in de Ethiopische buitenlandse dienst was Sahle-Work van 1989 tot 1993 ambassadeur in Senegal, met een accreditatie voor Mali, Kaapverdië, Guinee-Bissau, Gambia en Guinee. Van 1993 tot 2002 was ze ambassadeur in Djibouti en permanent vertegenwoordiger bij de Intergovernmental Authority on Development. Van 2002 tot 2006 was ze ambassadeur in Frankrijk, permanent vertegenwoordiger bij de UNESCO en geaccrediteerd voor Tunesië en Marokko.
Vervolgens bekleedde zij een aantal andere hoge functies, onder andere als permanent vertegenwoordiger van Ethiopië bij de Afrikaanse Unie en bij de Economische Commissie voor Afrika van de VN, en als directeur-generaal voor Afrikaanse zaken op het ministerie van Buitenlandse Zaken van Ethiopië.

### Carrière bij de Verenigde Naties
Tot 2011 was Sahle-Work speciaal gezant van VN-secretaris-generaal Ban Ki-moon en hoofd van de VN-vredesmissie in de Centraal-Afrikaanse Republiek. In 2011 benoemde Ban Ki-Moon haar als directeur-generaal van het VN-kantoor in Nairobi. In juni 2018 benoemde secretaris-generaal António Guterres haar als speciaal VN-gezant bij de Afrikaanse Unie en hoofd van het VN-kantoor bij de Afrikaanse Unie. Ze was de eerste vrouw die deze post bekleedde.

### President van Ethiopië
Op 25 oktober 2018 kozen de leden van de Federale Parlementaire Vergadering Sahle-Work unaniem tot president van Ethiopië, op voorspraak van premier Abiy Ahmed. Zij is de eerste vrouw op die positie en de vierde president sinds het Ethiopisch Volksrevolutionair Democratisch Front aan de macht kwam. Zij volgde Mulatu Teshome op, die ontslag nam omdat hij een actieve rol wilde spelen in veranderingen en hervormingen. Op het moment van haar benoeming was zij het enige vrouwelijke staatshoofd in Afrika. Na haar inauguratie beloofde zij de genderongelijkheid in Ethiopië terug te dringen.
Een week voor de benoeming van Sahle-Work werd het nieuwe kabinet van premier Abiy gepresenteerd. Met tien vrouwen op ministersposten is Ethiopië het derde Afrikaanse land na Rwanda en de Seychellen waar het kabinet voor de helft uit vrouwen bestaat.